# غاري كوبياك
غاري كوبياك (بالإنجليزية: Gary Kubiak)‏ هو مدير فني أمريكي، ولد في 15 أغسطس 1961 في هيوستن في الولايات المتحدة.

## وصلات خارجية
- غاري كوبياك على موقع مرجع كرة القدم المحترفة.كوم (الإنجليزية)
- غاري كوبياك على موقع كلية كرة القدم في سبورتس رفرنس.كوم (الإنجليزية)
- غاري كوبياك على موقع إن إن دي بي (الإنجليزية)